# John Horton
Pour les articles homonymes, voir Horton.
John Philip Horton, est né le 11 avril 1951 à St Helens (Angleterre). C’est un ancien joueur de rugby à XV, qui a joué avec l'équipe d'Angleterre de 1978 à 1984 évoluant au poste de demi d'ouverture.

## Carrière

### En club
- Sale Sharks
- Bath Rugby

### En équipe nationale
Il a  sa première cape internationale le 4 février 1978, à l’occasion d’un match contre l'équipe du pays de Galles et sa dernière sélection en 1984, soit treize capes internationales en tout.

## Palmarès
- Vainqueur du Tournoi des Cinq Nations 1980 avec un Grand Chelem.

## Statistiques en équipe nationale
- Treize sélections avec l'équipe d'Angleterre
- Douze points marqués (4 drops)
- Sélections par année : 4 en 1978, 4 en 1980, 1 en 1981, 2 en 1983, 2 en 1984.
- Quatre Tournois des Cinq Nations disputés : 1978, 1980, 1981, 1983.